# Marcel Rooney

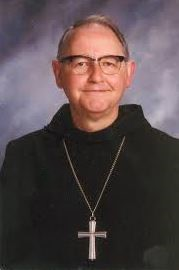
Abt Marcel Rooney OSB (1993)

Marcel Rooney OSB (* 20. September 1937) ist US-amerikanischer Benediktiner und ehemaliger Abtprimas des Benediktinerordens.

## Leben
Ronney trat in jungen Jahren in das Noviziat der im US-Bundesstaat Missouri gelegenen Benediktinerabtei Conception ein und legte dort am 12. September 1958 die erste Profess ab. Am 21. September 1963 wurde er zum Priester geweiht. Das Wahlkapitel der Mönche seines Klosters wählte ihn am 14. April 1993 zum Abt von Conception Abbey, die Abtsweihe erhielt er am 10. Mai 1993. Nach dem frühen Tod von Abtprimas Jerome Theisen wurde Abt Marcel Rooney beim Äbtekongress in Rom am 18. September 1996 zu dessen Nachfolger als Abtprimas der Benediktinischen Konföderation gewählt. 1998 führte er im Zusammenhang mit den Vorwürfen gegen den Wiener Erzbischof Kardinal Hans Hermann Groer im österreichischen Stift Göttweig eine außerordentliche Visitation durch.
Marcel Rooney trat am 7. September 2000 aus gesundheitlichen Gründen vom Amt des Abtprimas zurück.
Er unterrichtete am College of Saint Mary Magdalen (heute Magdalen College der Freien Künste) und lehrte an der Benediktinerhochschule Sant’Anselmo in Rom. Für Papst Johannes Paul II., Papst Benedikt XVI. und die Bischofskonferenz der Vereinigten Staaten war er als Berater in liturgischen Fragen tätig.

## Schriften (Auswahl)
- Saint Luke. Conception 1961, OCLC 7360452.
- Acts of Apostles. Conception 1963, OCLC 7360605.
- mit Daniel J. Merz: Essential presidential prayers and texts. A Roman missal study edition and workbook. Chicago 2011, ISBN 1-61671-037-3.